# Radula (wyspa)
Radula (także Rudula, Šarac) – bezludna wyspa w Chorwacji, na Morzu Adriatyckim.
Leży w Šoltanskim kanale, u wybrzeży wyspy Šolta. Zajmuje powierzchnię 0,086 km². Jej wymiary to 0,45 × 0,25 km. Najwyższy punkt na wyspie to 17 m n.p.m. Długość linii brzegowej wynosi 1 km. Radula sąsiaduje z wysepkami Balkun, Grmej, Kamik i Stipanska.